# Atomic Monster
Atomic Monster är ett amerikanskt filmbolag. Det grundades 2014 av regissören James Wan. De har varit inblandande i inspelningen av filmer som Lights Out, Malignant, och The Conjuring-filmerna.
Sedan januari 2024 är det ett dotterbolag till Blumhouse Productions.